# Friedrich Günther
Friedrich (eller Frederik) Günther (17. marts 1581 i Helmstedt – 30. juni 1655) var en dansk diplomat.
Günther blev efter Tilendebringelsen af sine 
Studier Prof. i Græsk ved Akademiet i La 
Rochelle, men gik efter nogle Aars 
Virksomhed i denne Stilling til Wolfenbüttel, hvor han 
blev Raad hos Prinsesse Anna Sofie, gift med 
Kong Christian IV’s Søstersøn Hertug Frederik 
Ulrik. Under Christian IV’s Besøg ved det 
wolfenbüttelske Hof 1615 blev G. kendt med 
denne og fulgte med ham til Danmark, hvor 
han straks ansattes i Tyske Kancelli. 
Günther gjorde sig snart bemærket ved sin Dygtighed og 
Arbejdsomhed og avancerede 1621 til 
Oversekretær i Kancelliet. Hans indflydelsesrigeste 
Periode er 1629—37; han var i disse Aar 
Christian IV’s mest brugte Raadgiver i udenrigske 
Spørgsmaal, og en utallig Mængde 
Betænkninger, Instruktioner og Breve vidner ikke alene 
om hans overordentlige Flid, men ogsaa om 
hans store stilistiske Evner; dog lider hans 
Indlæg ofte af alt for stor Bredde, og han 
havde en vis Svaghed for at stille sin store 
Lærdom til Skue, medens han langtfra altid 
var i Stand til at bedømme de virkelig 
foreliggende politiske Forhold. 
Særlig vigtige og 
hemmelige Underhandlinger lagdes i disse Aar i 
hans Haand. 1629 forhandlede han efter 
Lübeck-Freden med Wallenstein for at vinde ham 
for Elb-Tolden, og 1631 sendtes han til Sachsen 
for at faa Kurfyrsten til at tiltræde en ny 
protestantisk Union, der skulde skabe et tredje 
Parti i Tyskland mellem Kejseren og Sverige, 
men hans Sendelse førte ikke til noget Resultat. 
1637 sendtes han tillige med Christian IV’s 
Svigersøn Christian Pentz til Kejseren for at 
blive enig med denne om Betingelserne for et 
Forbund mod Sverige. Han gjorde dog snart 
den Opdagelse, at han ikke var den betroede 
Mand ved denne Underhandling, og at Pentz 
havde Instrukser, som han ikke kendte. Hans 
Indflydelse daler nu efterhaanden, om han end 
vedblev at beholde sin Stilling som 
Oversekretær lige til sin Død og undertiden ogsaa 
brugtes i diplomatiske Missioner; særlig efter 
Frederik III’s Tronbestigelse var han saa godt som 
uden Betydning.